# 林蕙青
林蕙青（1957年5月—），女，汉族，浙江龙泉人，中华人民共和国政治人物。中国共产党党员。北京医学院（现并入北京大学）公共卫生系毕业，厦门大学高教所高等教育学在职研究生学历，教育学博士学位。

## 生平
历任国家教委副处长、处长，教育部高等教育司副司长、高校学生司司长等职。2009年升任教育部部长助理。2015年5月，升任教育部副部长。2018年1月，当选第十三届全国政协委员。